# Kreuzkirche Melsbach

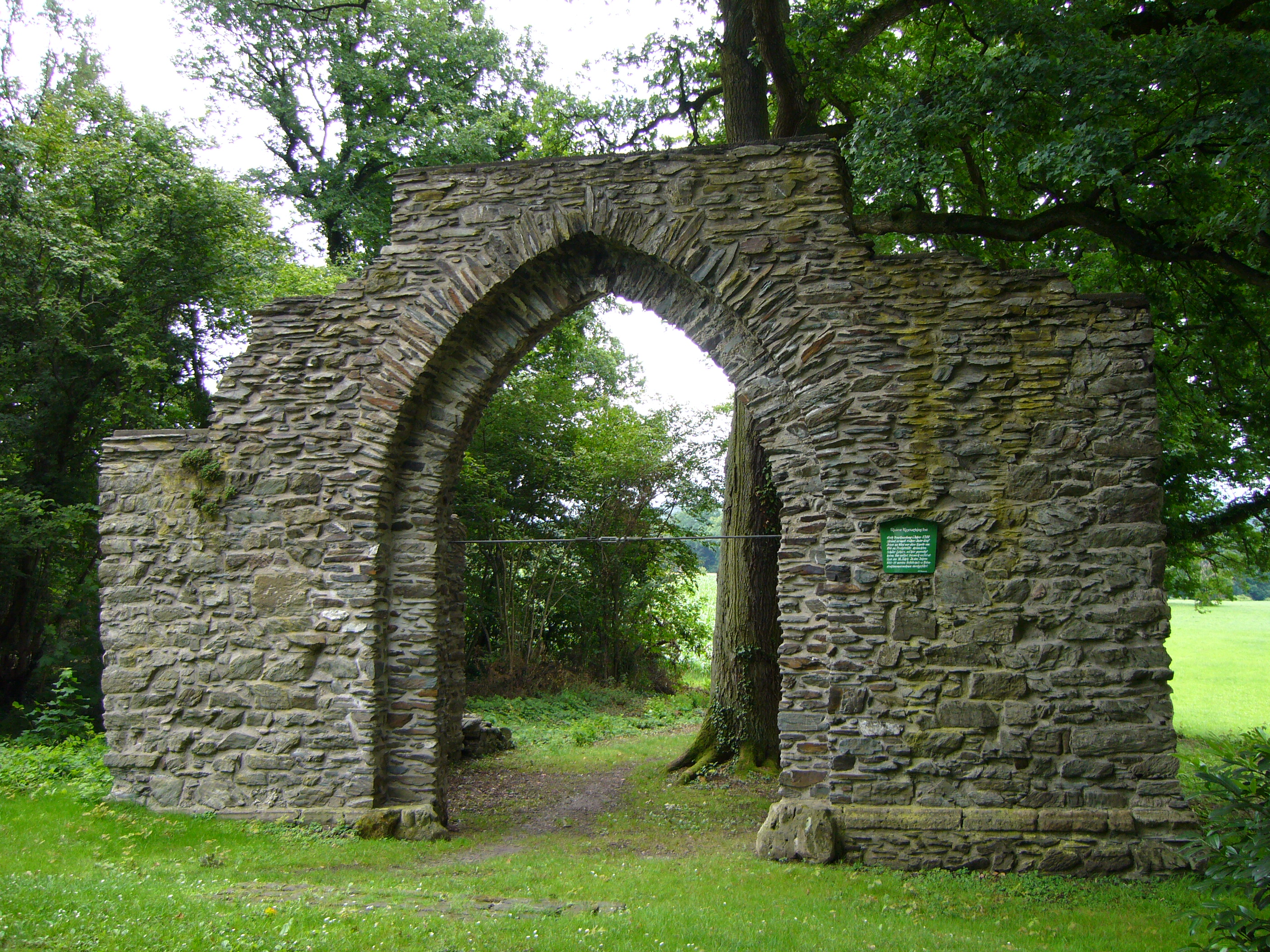
Ruine Kreuzkirche, westlicher Haupteingang

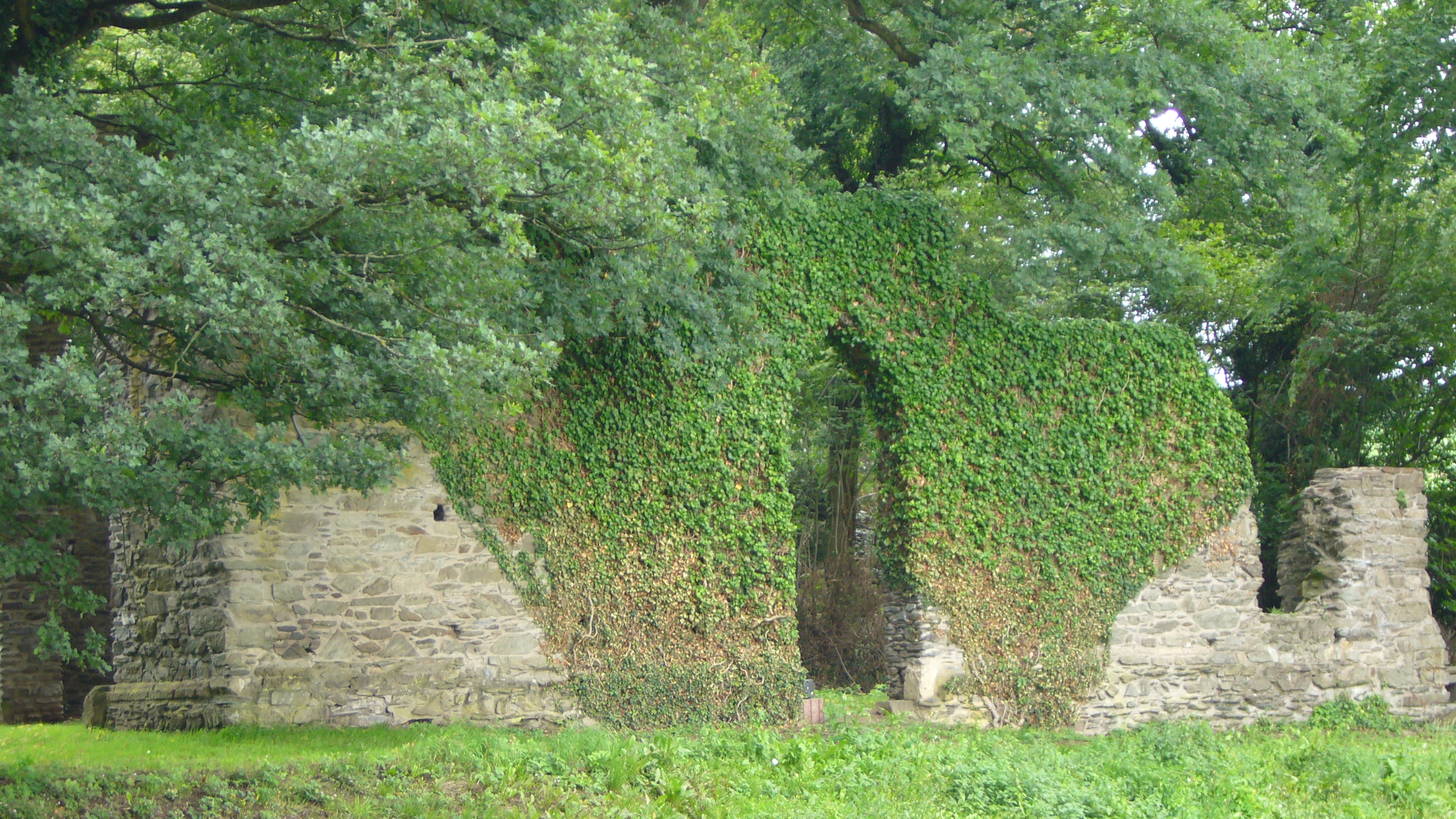
Südliche Mauer mit Seiteneingang

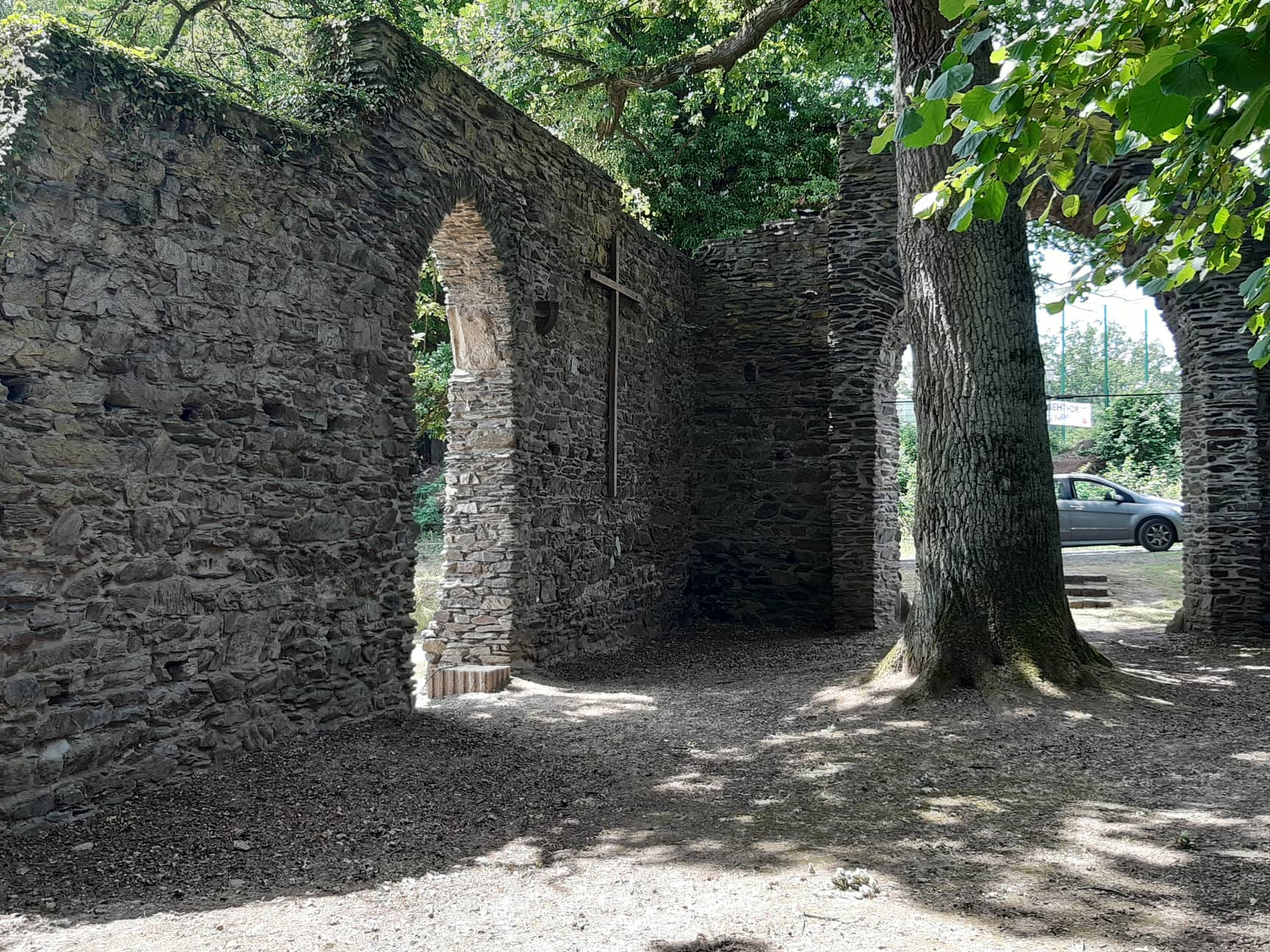
Inneres der Ruine, aus nordöstlicher Richtung fotografiert

Die Kreuzkirche Melsbach ist eine Kirchenruine und ein ehemaliger Wallfahrtsort bei der Ortschaft Melsbach im Landkreis Neuwied. In historischen Dokumenten und auf historischen Topografien finden sich abweichende Bezeichnungen und Schreibungen wie zum Beispiel „Kreutzkirche“, „Kreutzeskirche“ und „Kreuz-Kirche“.
Die Kreuzkirche war eine kleine, einschiffige Basilika. Sowohl das tatsächliche Baujahr wie auch der Auftraggeber und der Bauherr sind unbekannt. Eine erste urkundliche Erwähnung fand im späten 14. Jahrhundert statt. Es gibt jedoch Hinweise darauf, dass die Kirche deutlich älter sein könnte. Die Kreuzkirche hat eine lebhafte Geschichte hinter sich: Sie war nicht nur ein vielbesuchter Wallfahrtsort, das Kirchlein war auch wiederholt Streitobjekt unter den Kirchspielen des Neuwieder Kreises und des Westerwaldkreises. Angeblich soll der berühmte Lutheraner und Reformator Philipp Melanchthon dort gepredigt haben. Auch soll dort die Weiße Frau erschienen sein. Heute sind nur noch das Eingangsportal und die Südmauer erhalten und die Kreuzkirche steht unter Denkmalschutz.

## Lage
Die Ruine der Kreuzkirche befindet sich am südlichen Ortseingang von Melsbach, auf der rechten Seite der Hauptstraße (von Neuwied kommend) und östlich gegenüber dem heutigen Sportplatz. Sie steht auf einem flachen Hügel und schmiegt sich in nördlicher Richtung an ein kleines Wäldchen an. Sie ist aus südlicher Richtung schon von Weitem gut zu erkennen.

## Architektur
Die Kreuzkirche war ein kleiner, einschiffiger Bau im gotischen Stil. Die Mauern bestehen aus Bruchstein und Kalkmörtel. Es gab einen großen Vordereingang nach Westen hin und einen Seiteneingang von Süden. Ob es ein Glockentürmchen (Dachreiter) gab, ist unbekannt und gilt als unwahrscheinlich, da ein solches Türmchen bei einschiffigen Kapellen zu dieser Zeit noch nicht üblich war. Heute sind vor allem das Hauptportal, die Südmauer nebst Seitenportal sowie spärliche Reste der Nordmauer erhalten. Die Südmauer weist zudem den unteren Teil einer Fensteröffnung auf. Die Ostmauer ist nur noch als Ansatz erhalten. Vor dem Haupteingang lassen sich drei Treppenstufen erkennen, es könnten einstmals auch mehr gewesen sein. Das Kirchenschiff hatte eine ursprüngliche Länge von etwa 14 m und eine Breite von etwa 8 m, die genaue Höhe ist nicht mehr bestimmbar. Die Längsachse des Kirchenschiffes ist von Westen nach Osten ausgerichtet. Eine Vorhalle, wie sie ab dem späten 7. Jahrhundert üblich wurde und welche die Kirche von der ursprünglichen Straße getrennt hätte, konnte bislang nicht nachgewiesen werden. Die auffällige Nähe der Treppenstufen zum Eingangsportal spricht eher dagegen.

## Geschichte
Die Kreuzkirche wurde im Jahr 1399 erstmals in Urkunden erwähnt. Sie könnte aber deutlich älter sein, möglicherweise existierte bereits im 6. oder 7. Jahrhundert ein Vorgängerbau. Nur 25 m südlich der Ruine wurden im Jahr 1895 drei Skelette aus dem 6. Jahrhundert ausgegraben. Zu ihren Grabbeigaben gehörte unter anderem ein Ring mit einem Kreuzsymbol darauf. Da wohlhabende frühe Christen die Sitte pflegten, sich nahe einer Pilgerstätte begraben zu lassen, liegt die Vermutung nahe, dass zumindest an der Errichtungsstelle der Kreuzkirche bereits ein Wallfahrtsort oder zumindest ein wichtiger Treffpunkt christlicher Gemeinden lag. Ähnliche Funde wurden am ehemaligen Friedhof „Auf der Bing“ bei Heddesdorf und im nahegelegenen Niederbieber gemacht. Dort war jedoch keine Kapelle errichtet worden, sodass die Vermutung besteht, dass die Kreuzkirche der (heimliche) zentrale Treffpunkt oder Andachtsort früher Christen aus der Umgebung war. Ein weiterer Anhaltspunkt ist der Baustil der Kreuzkirche: Einschiffige Basiliken besaßen für gewöhnlich keinen Dachreiter oder kein Glockentürmchen, dies war erst ab dem späten 7. Jahrhundert üblich. Auch die Ausrichtung der Längsachse und das Fehlen einer Vorhalle machen eine Erbauung vor dem 13. Jahrhundert möglich. Rund 200 Meter südlich der Kreuzkirche verlief in römischer Zeit der Obergermanische Limes. Der Bruchstein, der für die Kreuzkirche verwendet worden war, entstammte sehr wahrscheinlich den Ruinen eines nicht allzu weit entfernt gelegenen Wehrturms und den dazugehörigen Wehrmauern. Der tatsächliche Auftraggeber und Erbauer ist namentlich unbekannt. Zur Zeit der Ersterwähnung war die Kreuzkirche noch Teil der Abtei St. Thomas zu Andernach.
Historische Urkunden aus den Jahren 1542 und 1544 belegen, dass Johann IV. von Wied-Runkel, Graf zu Wied, großzügige Spenden entrichtet hatte und mit einem Teil des Ertrages, der an die Kirchspiele Altwied, Feldkirchen, Oberbieber und Heddesdorf ging, sollten unter anderem die Pfarrer der Kreuzkirche besoldet werden. Noch zu dieser Zeit war die Kreuzkirche ein viel besuchter Wallfahrtsort der Augustinerinnen von Andernach. Er stand unter der kuratorischen wie kirchlichen Betreuung des Kölner Erzbischofs Hermann V. von Wied, eines Onkels von Johann IV. Hermann V. war es auch der regelmäßig Stiftungen und Spenden an die Wieder Kirchspiele veranlasste.
Im Jahr 1542 gründete ein weiterer Onkel des Grafen, Friedrich IV. von Wied, obwohl Inhaber altkirchlicher Pfründe als Domküster zu Köln und Propst zu Bonn, in der Kreuzkirche Melsbach eine evangelische Stiftung. Bis ins Jahr 1558 waren die Pfarrer der Kreuzkirche verpflichtet, „jeden frühen Morgen gegen acht Uhr zu dem Volke eine christlich-evangelische Predigt zu tun“ sowie vierteljährlich einen Wallfahrtsgottesdienst abzuhalten, dessen Kollekte den Armen zukommen sollte. Gegen diese Stiftung wehrte sich die katholische Pfarrei von Rengsdorf, zu deren Kirchspiel Melsbach zu der Zeit gehörte. Mit dem häufigen Wechsel der Kirchspiele wurde die Kreuzkirche zum Streitobjekt, weil auch die zuständigen Pfarreien nebst ihrer besoldeten Priester wechselten. Mal waren es katholische Pfarrer aus Rengsdorf oder Altwied, mal evangelische Pfarrer aus Heddesdorf und Niederbieber, die in der Kreuzkirche predigen sollten. Angeblich soll 1542/43 der berühmte Reformator Melanchthon dort gepredigt haben. Dies ist allerdings eher unwahrscheinlich, da es keinen Nachweis dafür gibt, dass Melanchthon sich je bei Melsbach aufgehalten hat. Nachgewiesen ist nur, dass Melanchthon mit Hermann V. zu Wied befreundet war, dessen Versuch einer Reformation des Erzbistums förderte und ihm wichtige Reformationsschriften widmete. Der Wallfahrtsbrauch zur Kreuzkirche ließ infolge der Reformation bald nach. Schon 1544 galt die Kapelle, trotz der Stiftungen, als „vernachlässigt“. Johanns IV. Übertritt zur reformierten Kirche und die offizielle Einführung der Reformation in seiner Grafschaft im Jahr 1558/59 brachten die Wallfahrten gänzlich zum Erliegen.
Infolgedessen zerfiel die kleine Kirche über die Jahrhunderte vollends und wurde offenbar geplündert. Bereits Urkunden aus dem Jahr 1625 bezeichnen sie als „Ruine“ und „ehemaligen“ Wallfahrtsort. Die Ruinen wurden 1789 an ein kleines Gehöft angefügt, das bis 1880 die Zugänge zu den Alaunwerken enthielt. Die Topographische Aufnahme der Rheinlande die zwischen 1820 und 1828 durch die Geodäten Jean Joseph Tranchot und Karl von Müffling angefertigt wurde, belegt, dass der heutige Ortsteil „Kreuzkirch“ in dieser Form noch gar nicht existierte, eingetragen sind lediglich die Alaunhütten sowie die Kreuzkirche (hier als „Ruine Kreutzkirche“). Sowohl während der Befreiungskriege 1813 als auch während des Ersten und Zweiten Weltkrieges wurden die Ruine der Kreuzkirche wie auch Melsbach schwer beschädigt. Heute steht die Kreuzkirche nach dem Denkmalschutzgesetz des Landes Rheinland-Pfalz (DSchG) unter Denkmalschutz.

## Legende
Die Entstehung der Kapelle ist mit einer lokalen Sage verbunden. Danach hatte sich ein wohlhabender Ritter des Adelsgeschlechts zu Wied während einer Jagd in den umliegenden Wäldern verirrt und sah sich bei Einbruch der Nacht genötigt, unter einer besonders prächtigen Eiche ein Nachtlager herzurichten. Daraufhin soll sich eine schimmernde, weiße Frau mit einem leuchtenden Kreuz in der Hand gezeigt haben. Sie ermutigte den Ritter, ihr zu folgen, sodass er sicheren Weges zurück nach Hause fand. Der Ritter soll ihr zum Dank ein großes und schönes Kreuz errichtet haben, genau dort, wo er nahe der Eiche der Weißen Frau begegnet war. Später, als der Ritter zu Reichtum kam, habe er den Bau einer Gedenkkapelle in Auftrag gegeben.